# Job Messaging Format
Das Job Messaging Format (JMF) ist ein Teil der Job-Definition-Format-Spezifikation, der ein auf XML basierendes offenes Dateiformat für die grafische Industrie darstellt.
Während Aufträge in einem Betrieb der grafischen Industrie als elektronisches Jobticket in Form einer JDF-Datei im Netzwerk übertragen werden, benötigt man einen dynamischeren Übertragungsweg für Statusmeldungen und Steuerungsbefehle, die beispielsweise von einem Produktionsplanungs- und Steuerungssystem an den Leitstand einer Maschine oder umgekehrt gesendet werden sollen.
Beim JMF handelt es sich deshalb um eine Beschreibung von Statusmeldungen und Steuerungsbefehlen, die in einer JDF gemäßen Syntax per XML kodiert sind und über das HTT-Protokoll zwischen zwei oder mehreren Systemen ausgetauscht werden. Dies ermöglicht den Austausch von Daten zu Druckaufträgen in nahezu Echtzeit.

## Typen
Es gibt mehrere Typen (JMF/@Type) von JMF-Nachrichten, die sich in folgende Gruppen aufteilen:
- ProtokollNachrichten
  - KnownMessages – Liste der bekannten JMF-Nachrichten
  - KnownDevices – Liste der im Maschinenpark bekannten Geräte
- MaschinenStatus
  - Status – Auftragsstatus und Maschinenstatus
  - Resource – Ressourcenstatus
- Warteschlangenverwaltung (Queues)
  - SubmitQueueEntry ** Einstellen eines Auftrags
  - AbortQueueEntry ** Abbrechen eines Auftrags
  - RemoveQueueEntry ** Entfernen eines Auftrags
  - RequestQueueEntry ** Anfordern eines Auftrags

## Hauptgruppen
JMF-Nachrichten lassen sich in 6 Hauptgruppen unterteilen:
- Befehle ("Commands")
- Signale ("Signals")
- Anfragen ("Queries")
- Bestätigungen ("Acknowledgements")
- Antworten ("Responses")
- Befehlsanfragen ("Registrations")